# Сівець Тетяна Миколаївна
Тетяна Миколаївна Сівець (біл. Таццяна Мікалаеўна Сівец; нар. 23 червня 1982, Мінськ, БРСР) — білоруська поетеса, публіцистка, драматургиня, перекладачка. Головна редакторка газети «Літаратура і мастацтва», член Союзу письменників Білорусі.

## Життєпис
1997 року закінчила музичну школу № 11, у 2000 році — середню школу № 185 у Мінську.
Вірші почала писати в 11 років,; вперше опублікувалась у квітні 1997 року у газеті «Сім'я». Була членкинею літературного гуртка при СШ № 176 м. Мінська «Імкненне» («Прагнення»), одним із керівників якого був відомий білоруський письменник, член Союзу письменників Білорусі Артур Вольський.
Від 2003 року — член Союзу письменників Білорусі.
2005 року закінчила Білоруський державний педагогічний університет імені Максима Танка (факультет білоруської філології і культури) за спеціальністю «Англійська мова, білоруська мова і література». Під час навчання керувала засіданнями університетського літературного об'єднання «Крокі» («Кроки»).
Від серпня до листопада 2005 року працювала оглядачем газети «Вместе!» («Разом!»).
Від 2005 до 2008 року — аспірантка Інституту літератури ім. Я. Коласа і Я. Купали Національної академії наук Білорусі, де досліджувала тему «Дж. Р. Байрон і байронізм у білоруській поезії: переклади і впливи».
Від 2006 року співпрацює з Радіо Білорусь — коментаторка зарубіжного мовлення Білоруського радіо, готує авторські проєкти присвячені вивченню білоруської мови й літератури англійською, і готує програми білоруською та англійською мовами, які розповідають про культуру та традиції Білорусі.
Від квітня 2011 року — головна редакторка республіканського молодіжного журналу «Маладосць». Від 1 грудня 2011 року — головна редакторка газети «Літаратура і мастацтва».
Від 2012 до 2016 року — член президії правління Спілки письменників Білорусі. 2016 року закінчила Академію управління при Президенті Республіки Білорусь.
З 2013 по 2017 рік — телеведуча програми «Дыяблог. Пра літаратуру» на телеканалі «Беларусь 3».
Від 14 вересня 2015 року — перша заступниця головного редактора газети «Медичний вісник». Від 14 червня 2016 року — головна редакторка газети «Медичний вісник».
Від жовтня 2016 року — почесна член Спілки письменників Азербайджану.
З 2016 по 2021 рік — голова Міжнародного фонду Янки Купали.
Працює в руслі поезії, прози, критики, драматургії, поетичного перекладу. Перекладає на білоруську мову твори письменників Республіки Комі, Таджикистану, Китаю, Росії, Великої Британії, Польщі, України. Її вірші перекладено англійською, болгарською, російською, українською, калмицькою, чеченською мовами.

### Родина
- Батько — доктор медичних наук Микола Федорович Сівець[ru].
- Мати — Раїса Іванівна Сівець.
- Брат — кандидат медичних наук Олексій Миколайович Сівець[14].

### Книги
- «Праляцець па вясёлци» («Пролетіти веселкою») (бібліотечка журналу «Маладосць», 2002) — книга поезій;
- «Ліпеньская навальніца» («Липнева гроза») («Мастацкая літаратура», 2003) — книга поезій;
- «Таму, хто знойдзе» («Тому, хто знайде») («Логвінаў», 2008) — вірші, проза, п'єси, переклади[8][15];
- «Брык і Шуся шукаюць лета» («Брик і Шуся шукають літо») (РВУ «Літаратура і Мастацтва», 2012) — казка-розмальовка;
- «Куды прапала Малпа Маня?» («Куды пропала Мавпа Маня?») (РВУ «Звязда», 2014) — книга для дітей, продовження пригод Брика і Шусі, які цього разу грають у детективів[16].
- «Самы лепшы падарунак» («Найкращий подарунок») (РВУ «Звязда», 2014) — оповідання про дівчинку Тетянку, яка розповідає свої історії, щиро ділиться своїми думками і переживаннями[17]. Книга для дітей та їхніх батьків.
- «Разняволенасць» («Розкутість») (РВУ «Звязда», 2016)[18] — збірка власних віршів поетеси, а також переклади Тетяни Сівець авторів з Азербайджану, Казахстану, України, Росії, Словаччини та інших країн[19].

### Оповідання в збірках
- «Лісты да нябожчыкаў» («Листи до померлих») — збірка фантастики білоруських авторів «Люстэрка Сусвету» («Дзеркало Всесвіту») («Мастацкая літаратура», 2007)[20].

### Співавторство
- «Мінск — сталіца Беларусі» («Мінськ — столиця Білорусі») (2011)[5].
- «Віцебск — горад майстроў і мастакоў» («Вітебськ — місто майстрів і художників») (2013).

### Драматургія (вистави)

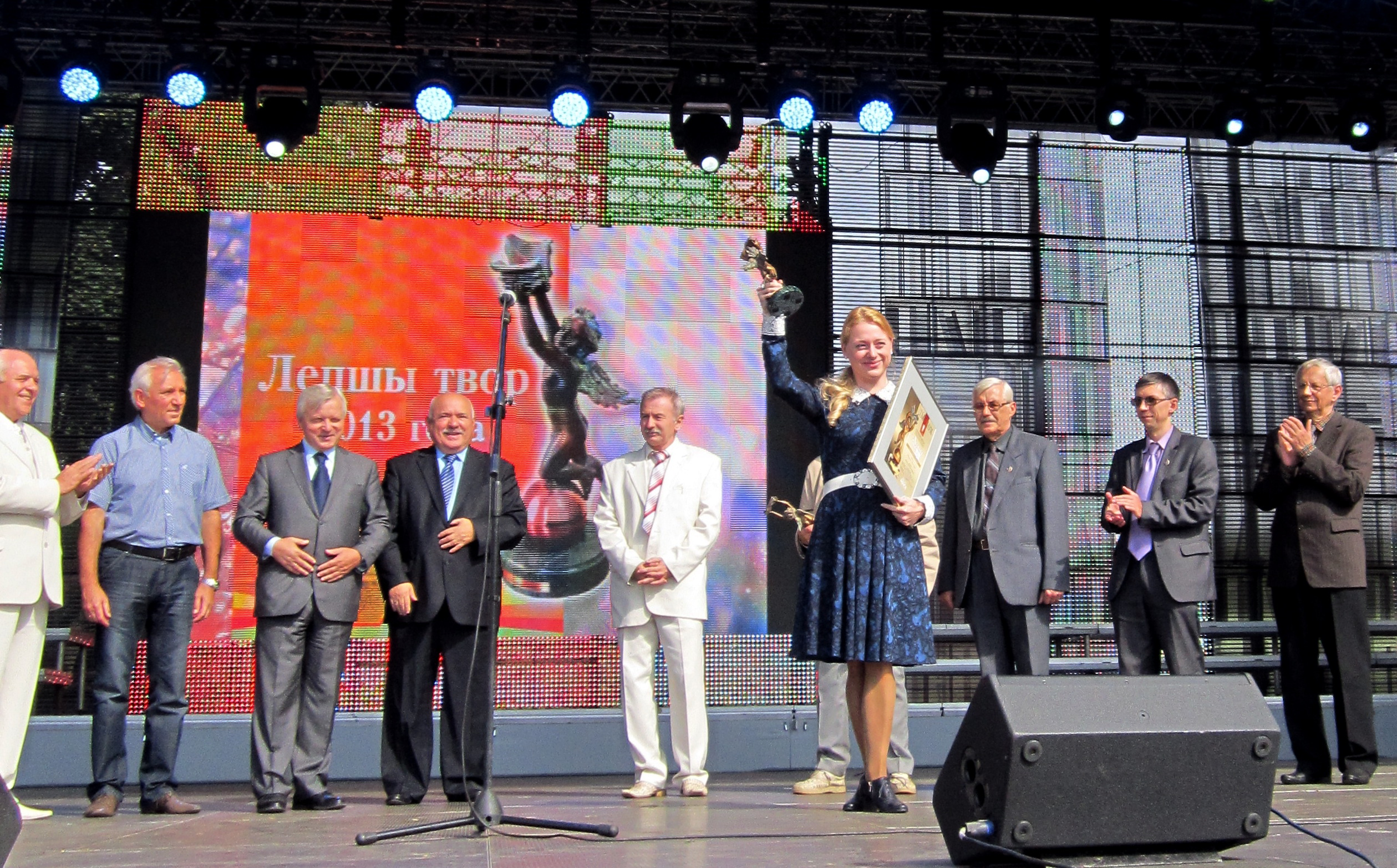
Нагородження Тетяни Сівець літературною премією «Золотий купідон—2013». Заславль, День білоруської писемності, 07.09.2014

- «Брик і Шуся шукають літа» (прем'єра — 30 жовтня 2010 року, Білоруський театр юного глядача[be][21]) — вистава драматургині Тетяни Сівець у постановці режисера Єгора Льогкіна[22][23].
- «Болотна королева» (прем'єра — 24 січня 2018 року, Білоруський театр юного глядача) — вистава за п'єсою Тетяни Сівець «Не розповідай мені казок». Режисер — Євген Рекеш.

### Стаття
- Сивец Т. Міф, народжаны міфам? Байранічныя ўплывы ў беларускай літаратуры ХХ стагоддзя // Беларуская думка : журнал. — . — № 12.[24].

### Переклади
- «Мелодыя натхнення» («Мелодія натхнення»; 2012, «Беларуская енциклапедия ім'я П.Броўкі») — збірка перекладених на англійську мову творів низки білоруських поетів[6][25].

## Нагороди
- 2013 рік — літературна премія Союзу письменників Білорусі «Золотий купідон» у розділі дитячої літератури; за книгу «Куды прапала малпа Маня?»[26][27].
- 2015 рік — п'єсу Тетяни Сівець «Не розповідай мені казок» за підсумками конкурсу драматургії «Нова назва» (організатор — Білоруський театр юного глядача названо найцікавішою серед п'єс для дітей від 9 до 12 років[28]).
- 2016 рік — збірка віршів «Разняволенасць» Тетяни Сівець увійшла в ТОП-5 книг авторів-жінок від Видавничого дому «Звязда»[29].